# 嘎德德勒
嘎德德勒（賽夏語：Katetel/Katethel），又稱海龍女，是台灣賽夏族神話中的一名神祇，她教導族人的女性織布，卻因為族人不懂感恩，憤而離開。

## 身世
嘎德德勒來自於海裡，是海神的女兒，她身上穿著賽夏族傳統的祭儀服裝（sibokoon）、頭上還戴著頭飾（pasku）。

## 傳說
傳說在很久以前，嘎德德勒受到父親的命令前往陸地，在賽夏族人出去狩獵時偷偷幫他們煮飯，但被其中一個人發現。知道她的來歷後，族內的長老便讓她和族內的一名叫達印（ta:in）的青年結婚，婚後她帶著族人回到海裡的娘家玩，族人看到她家裡有許多漂亮的織布成品，便要求她教女性織布，嘎德德勒答應了。
回到部落後，有十位女性成為她的學徒，等她們都學得差不多後，嘎德德勒又讓她們教其他的人，但沒想到第一代學徒故意保留一部份內容沒有教，學不好的第二代學徒只好由嘎德德勒親自教，後來她舉辦一場織布比賽，由第二代學徒勝利，第一代學徒心有不甘，便開始在族人裡說她的壞話，嘎德德勒被他們忘恩負義的作法惹怒，憤而回到娘家去，再也沒有回來。

## 文化

### 圖騰
賽夏族圖騰中的菱形代表著嘎德德勒，紀念她對族人的貢獻。

### 祭典
原先祭祀嘎德德勒的氏族現在已經絕嗣，目前主要由豆、趙氏族（tawtaw-azay）在敵首祭（pas fiara）上祭祀。